# Chrysanthrax vastus
Chrysanthrax vastus är en tvåvingeart som först beskrevs av Daniel William Coquillett 1892.  Chrysanthrax vastus ingår i släktet Chrysanthrax och familjen svävflugor.
Artens utbredningsområde är Kalifornien. Inga underarter finns listade i Catalogue of Life.